# 김옥주 (1915년)
김옥주(金沃周, 1915년 6월 3일 ~ 1980년 9월 12일)는 대한민국의 정치인이다. 제헌 국회의원을 지냈다.

## 약력
- 전라남도 광양에서 태어났다.
- 광양 공립보통학교, 양정고등보통학교와 와세다 대학 법학부를 나왔다.
- 조선화학공업주식회사에 입사 후 조선인 노동자 대우 개선 투쟁으로 투옥되었으며, 광양 진상국민학교 교사도 역임하였다. 제헌 국회의원이 된 뒤 대한민국 헌법, 정부조직법 기초위원을 맡았으며 1949년 6월 20일 경 국회 프락치 사건에 연루되어 체포되어 징역 6년형을 받고 복역하다가 한국전쟁 때 출옥하여 월북하였다.

## 역대 선거 결과
| 실시년도 | 선거   | 대수 | 직책     | 선거구      | 정당   | 득표수   | 득표율          | 순위 | 당락 | 비고 |
| -------- | ------ | ---- | -------- | ----------- | ------ | -------- | --------------- | ---- | ---- | ---- |
| 1948년   | 총선   | 1대  | 국회의원 | 전남 광양군 | 무소속 | 13,978표 | \| \| 53.55% \| | 1위  |      | 초선 |
|          | 53.55% |      |          |             |        |          |                 |      |      |      |

## 참고자료
- 《대한민국 의정총람》, 국회의원총람발간위원회, 1994년
- 김옥주 - 대한민국헌정회